# سازمان زغال‌سنگ و فولاد اروپا
سازمان زغال‌سنگ و فولاد اروپا (انگلیسی: European Coal and Steel Community) از اتحادیه‌های بین‌المللی اروپایی بود که در ۱۸ آوریل ۱۹۵۱ تأسیس و در ۲۳ ژوئیه ۲۰۰۲ منحل گردید. این اتحادیه اینک بخشی از اتحادیه اروپا است.